# Claudio Brites
Pour les articles homonymes, voir Brites.
Claudio Brites est un écrivain brésilien né à São Paulo en 1983. Il est l'auteur de romans et de contes de littérature fantastique. Professeur d'université, il possède une maîtrise en linguistique, et étudie la "métaficcion" (metaficção) dans la littérature brésilienne, afin, dit-il, "d'en découvrir le secret". Il possède sa propre maison d'édition, Terracota, et il coordonne le Cours Pratique de Création Littéraire avec Nelson de Oliveira, dans l'Espace Culturel Terracota.
Claudio Brites est l'un des membres fondateurs du groupe littéraire "Les Écrivains du Lundi" (Escritores de Segunda), qui réunit sa "Ronde de la Faucille" (A Roda da Foice) tous les lundis soir, dans la métropole de São Paulo. Les réunions sont décrites comme une "arène de lutte littéraire", où se pratique un "sadisme culturel d'élite". Les participants, parrainés, sont par exemple invités à amener "leurs pires textes". Les lectures sont suivies d'une violente critique de groupe - chacun attaquant et étant attaqué -, "sans diplomatie littéraire", "sans guillemets sur la langue" et, conformément au cliché, "à la faucille".  À chaque fois, l'un des participants est responsable d'élaborer le Résumé littéraire de la rencontre (Ata Literária), qui finit en général dans le blog Escritores de Segunda.

## L'auteur, son parcours et ses publications
« L'écrivain lui-même est son premier personnage : oisif rêvant de vivre de sa plume, père désorganisé, mari relaps, enfant de la modernité avec laquelle il joue, jouet de son jouet, Harpagon cachant son argent entre ses livres, il se met en scène et se confie dans de courts articles virtuels, clairs et précis. Ces textes s'apparentent à des chroniques de l'urbanité et de la création moderne. Son premier contact avec la littérature a lieu l'année de ses quatorze ans. Après avoir été humilié par un groupe d'enfants, qui l'avaient traité de « Gros » et de chose à « quatre yeux », il trouva refuge dans la bibliothèque de son école. Sur l'une des étagères, il vit un livre couché par-dessus les autres, « à la couverture éternelle et aux pages bleues ». Il est « entré dedans » et « s'est transformé en Dieu ; sans persécuteurs ni cochons ».
« L'Art est consolateur ou n'est pas », disait Huysmans. La littérature devient sa consolation, son asile et même sa libération. Elle est sa clé pour sortir de lui-même et s'extraire du monde. Elle lui permet de s'élever par-dessus sa triste condition, vers un ailleurs qu'il crée de toutes pièces. Commence alors le travail esthétique. « Claude vole, mais il ne sait pas encore faire tomber la pluie. »
Il entre en littérature en publiant quelques anthologies, parmi lesquelles "Mouches" (Moscas) en 2007, organisée par l'écrivain Marcelino Freire. Alternant travaux individuels et collectifs, il organise le célèbre "Livre Noir des Vampires" (O Livro Negro dos Vampiros) en 2007. Il est coauteurs du roman épique ("historique avec fantaisie") "La Triade" (A Tríade), écrit "à huit mains", et publié en 2010. Ce dernier ouvrage, qualifié de "Miracle" et de "phénoménal", a fait l'objet de critiques très élogieuses de la part de grands noms de la littérature brésilienne, tels Raphael Draccon, Roberto de Sousa Causo, Sérgio Pereira Couto ou Nazarethe Fonseca.
Considéré comme un jeune écrivain brillant, Claudio Brites s'est constitué un cercle de lecteurs fidèles et est parvenu à attirer l'attention d'écrivains plus connus, tels que Marcelino Freire et Nelson de Oliveira. « Très investi dans l'univers des lettres, et soucieux d'esthétique, il est parvenu à transformer la "quête de sa voix" en un style à part entière, à en faire sa "voix elle-même", anxieuse de son existence dont elle doute, dont lui seul doute encore. »

## La part personnelle de l'œuvre:Hipocentro
Son œuvre se décompose en contes, romans, organisation d'ouvrages collectifs, et articles ou chroniques en lignes. « Dans ces textes Internet, publiés sur son blog Hipocentro, où alternent posts de circonstance, iconographie, clips, l'écrivain se dévoile. Ses écrits personnels, tantôt profonds et angoissés, tantôt légers et drôles, teintés d'auto-dérision, situent l'écrivain au sein d'un monde et d'une génération qu'il questionne, et sont écrits dans un style très soigné direct et prenant. »
"Je ne peux pas aller bien dans un monde malade. [...] L'angoisse est l'indice que je suis encore un humain. [...] La dernière lutte à mener est la lutte contre l'ignorance et cette tristesse qui nous laisse léthargiques. [...] Le suicide lui-même exige quelque espérance." (Extraits choisis et traduits de Pessimísmo malacafento?, 24 mars 2011)
"Allô ! Allô ! Un test ! Mon premier post mobile. Est-ce que vous m'entendez bien ?" (Extraits choisis et traduits de Alô Alô, 20 février 2011)
"Vous croyez que le fait de mourir est une punition ? La belle affaire. La punition, ce serait de vivre à jamais. L'immortalité est un poids." [...] "C'est comme si la vie était l'air qui [nous] envahit [...] "Il semble que l'air se transforme en eau et tout de suite vous vous noyez dans le sens des choses, ou dans leur manque de sens, ce qui, avec le temps, vous apparaît comme étant la même chose. [...] Ce qui est bon par-dessus, aujourd'hui, le sera par en dessous demain. Jusqu'à ce qu'il le soit à nouveau par-dessus. Et de cette façon, cycliquement, [...] la prochaine génération [croit] que tout est nouveau, que l'on traverse des changements. Que la dernière tragédie a été la plus terrible, qu'il n'a jamais plu autant, que l'on n'a jamais tué autant, que les gens n'ont jamais été aussi futiles, ou mal élevés. Et vous, là-bas, voyant le tableau comme un tout, essayant de montrer aux pauvres gens qu'il existe une ligne qui unit tout, plus longue, plus importante." (Extraits choisis de No meu tempo..., 15 mars 2011)